# Малый Маныч (озеро, Дагестан)
Малый Маныч — солёное озеро в России, в Дагестане. Площадь поверхности — 2,65 км². Глубина — не более 1 м.
Расположено на востоке Ногайского района в центральной части Ногайской степи, в 16 км северо-западнее посёлка Кочубей. Рядом расположено озеро Большой Маныч. Питание получает от Сухокумского канала, стоков артезианских скважин и дождевых вод. В засушливые годы озеро частично или полностью пересыхает.
Вокруг озера расположена солянково-полынная полупустыня. Из растительности присутствуют: сарсазан и других галофиты, а также тамарикс. Территория служат местом гнездования водоплавающих, околоводных и пустынно-степных видов птиц. Сухопутная территория используется как летние и зимние пастбища. Озеро солёное, однако её солевой состав не изучен. Толщина слоя соли не превышает 5 см.